# Partido Reformista Social Cristiano
El Partido Reformista Social Cristiano (PRSC) es un partido político de la República Dominicana, formado por la fusión del Partido Reformista (establecido en 1963 por Joaquín Balaguer, que en ese momento estaba exiliado en Estados Unidos) y el Partido Revolucionario Social Cristiano, tiene una línea de reformismo y democracia cristiana que permite posicionarlo en la centroderecha política con unos tintes de conservadurismo social y liberalismo económico. 
Algunos de los fundadores del PRSC y sus líderes, fueron originalmente líderes empresarios y católicos opositores al comunismo, democracia socialista y tendencias socialdemócratas de Juan Bosch, del Partido Revolucionario Dominicano y Partido de la Liberación Dominicana, respectivamente.

## Historia
Los fundadores del Partido Revolucionario Social Cristiano fueron los antitrujillistas: Alfonso Moreno Martínez, Mario Leer Vittini, Yuyo d'Alessandro y Caonabo Javier Castillo, todos ellos, que luego regresaron a la República Dominicana, después de estar en el exilio durante la dictadura trujillista. El 21 de julio de 1984, este partido político y el Partido Reformista, juntos se fusionan, dando origen al Partido Reformista Social Cristiano, manteniendo las siglas PRSC.
Para la elecciones presidenciales de 2004, el PRSC eligió como su candidato presidencial, al ingeniero civil, Eduardo Estrella, quien se posicionó en tercer lugar con un 8.7% de los votos.
Para la elecciones presidenciales de 2008, el PRSC eligió como su candidato al Presidente de la Liga Municipal Dominicana Amable Aristy Castro, quien se posicionó en tercer lugar con menos del 5% de los votos.
Para las elecciones parlamentarias de mayo de 2010, el partido formó con el Partido de Liberación Dominicana una alianza parcial en casi todas las provincias y ganó 4 senadores (1 solo y 3 dentro de la alianza) y 8 diputados (3 solos y 5 dentro de la alianza).
Para las elecciones presidenciales de 2012, el PRSC se mantuvo en alianza con el PLD, y por primera vez no contó con su propio candidato presidencial.
En las elecciones presidenciales de 2016, nuevamente, alcanzó, bajo el liderazgo de Federico Antún Batlle, su presidente actual, la suma del apoyo popular de 1,206,000 votos, en alianza con el Partido Revolucionario Moderno (PRM).
Después de la muerte de Balaguer en julio de 2002, el PRSC disminuyó su popularidad rápidamente. Balaguer fue el candidato presidencial del PRSC en todas las elecciones, desde 1966 hasta 2000, excepto en 1996 cuando Jacinto Peynado fue el candidato presidencial de turno, y Balaguer fue presidente de 1966 a 1978 y de 1986 a 1996. El PRSC a menudo también tenía el control total del Congreso. Después de mediados de 2000, el partido se ha relegado a ser un socio del Partido Revolucionario Dominicano (PRD, del Partido de la Liberación Dominicana (PLD) y actualmente aliado con el Partido Revolucionario Moderno (PRM) derrotando abrumadoramente al PLD y aliados sacándolos del gobierno en las elecciones del 2020 y 2024. 
La nueva etapa del partido se ha basado en la disciplina partidaria e interna, la inducción democrática para lograr ajustar su crecimiento en base al trabajo estructural y ampliación de su matrícula dirigencial. Lograron reorganizar sus organismos de dirección, insertando en los bufetes directivos a una gran cantidad de jóvenes y mujeres que formen parte de las decisiones transcendentales de ese partido político.

## Insignias
- Nombre: Partido Reformista Social Cristiano
- Siglas: PRSC
- Símbolo: Un Gallo y el Machete Verde
- Color: Rojo
- Lema: Ni injusticias, ni privilegios.
- Fundador: Joaquín Balaguer

## Escisiones
- 1969, El 27 de junio, el Dr. Balaguer en un acto político del partido en el palacio nacional decidió asumir el control absoluto del partido desplazando a Augusto Lora de la presidencia del mismo, Lora con un grupo de dirigentes fundó el Movimiento de Integración Democrática (MIDA).

- 1994, El partido ha tenido varios desprendimientos, siendo el mayor el que se produjo cuando el Lic. Fernando Álvarez Bogaert pasó a formar parte del partido Unión Democrática.

- 2006, más de la mitad de sus dirigentes y simpatizantes apoyaron a Leonel Fernández del Partido de la Liberación Dominicana, la facción dirigencial hizo alianza con el Partido Revolucionario Dominicano.

- 2006, Amilcar Romero fundó el Partido Reformista Popular (PRP).

- 2007, El Ingeniero Civil Eduardo Estrella después de haber perdido la candidatura presidencial frente a su compañero de partido Amable Aristy Castro, decide en el mes de julio, separarse del Partido Reformista Social Cristiano (PRSC). Al mismo momento de su salida funda el Movimiento Dominicanos por el Cambio, el cual fue aprobado por la Junta Central Electoral como Partido Dominicanos por el Cambio en enero del 2010.